# حوزه انتخابیه پنجم ویرجینیا
حوزه انتخابیه پنجم ویرجینیا یک حوزه انتخابیه مجلس نمایندگان آمریکا است که در ایالت ویرجینیا قرار دارد.